# 杜文卿
杜文卿（Tu Wen-ching，1954年10月30日—），台灣政治人物，曾任民進黨苗栗縣黨部主委、苗栗縣苑裡鎮鎮長、第5至6屆立法委員、第2屆國民大會代表及第14屆苗栗縣議員。

## 選舉紀錄
| 年度 | 選舉屆數               | 選舉區               | 所屬政黨   | 得票數    | 得票率 | 當選標記 | 備註     |
| ---- | ---------------------- | -------------------- | ---------- | --------- | ------ | -------- | -------- |
| 1991 | 第二屆國民大會代表選舉 | 全國不分區選舉區     | 民主進步黨 | 2,036,271 | 23.3%  |          | 排名第16 |
| 1994 | 第十屆省議員選舉       | 苗栗縣選舉區         | 民主進步黨 | 20,530    | 7.2%   |          |          |
| 1998 | 第十四屆苗栗縣議員選舉 | 苗栗縣第一選舉區     | 民主進步黨 | 5,480     | 9.09%  |          |          |
| 1998 | 第四屆立法委員選舉     | 苗栗縣立法委員選舉區 | 民主進步黨 | 20,216    | 7.61%  |          |          |
| 2001 | 第五屆立法委員選舉     | 苗栗縣立法委員選舉區 | 民主進步黨 | 35,307    | 13.63% |          |          |
| 2004 | 第六屆立法委員選舉     | 苗栗縣立法委員選舉區 | 民主進步黨 | 41,643    | 17.37% |          |          |
| 2008 | 第七屆立法委員選舉     | 苗栗縣第一選舉區     | 民主進步黨 | 46,905    | 41.98% |          |          |
| 2009 | 第十六屆苑裡鎮鎮長選舉 | 苗栗縣苑裡鎮         | 無黨籍     | 13,431    | 53.08% |          |          |
| 2012 | 第八屆立法委員選舉     | 苗栗縣第一選舉區     | 民主進步黨 | 56,179    | 38.50% |          |          |
| 2014 | 第十七屆苑裡鎮鎮長選舉 | 苗栗縣苑裡鎮         | 無黨籍     | 17,783    | 64.96% |          |          |
| 2016 | 第九屆立法委員選舉     | 苗栗縣第一選舉區     | 民主進步黨 | 47,837    | 35.86% |          |          |
| 2018 | 第十八屆通霄鎮鎮長選舉 | 苗栗縣通霄鎮         | 無黨籍     | 5,753     | 27.12% |          |          |
| 2022 | 第十九屆通霄鎮鎮長選舉 | 苗栗縣通霄鎮         | 民主進步黨 | 7,745     | 40.54% |          |          |

## 簡歷
杜文卿在1991年獲民進黨提名，以全國不分區參選國大代表並當選。1998年時當選苗栗縣議員，後於2001年當選立法委員，連任一屆。
他在2007年時獲徵招參選苗栗縣第一選舉區立法委員，在苑裡鎮大勝及在通霄鎮險勝，其餘皆大幅落後。2009年時當選苗栗縣苑裡鎮鎮長，於2012年時又獲徵招參選苗栗縣第一選舉區立法委員，依然在苑裡鎮大勝及在通霄鎮險勝，其餘皆大幅落後。
2014年時，他以無黨籍成功連任苑裡鎮長。隔年又獲徵召於苗栗縣第一選區立法委員，雖落選但仍在通霄鎮及苑裡鎮以壓倒性勝出、後龍鎮小輸，其餘過去藍營以壓倒性勝出的鄉鎮也僅微幅落後，創下藍綠差距最小的一次。
2018年，隨著苑裡鎮長兩屆任期屆滿，杜文卿返回故鄉通霄鎮參選鎮長，最後在泛綠大分裂的情況下以僅3%的小幅差距落敗，繼立委落選後再嘗敗績。2022年，再度參選通霄鎮長，再次落選。

### 公股代表
2019年9月10日，以交通部所屬台灣港務股份有限公司的公股代表身分，擔任臺灣港務國際物流股份有限公司的董事長。2022年9月離職(臺灣港務國際物流股份有限公司，為台灣港務股份有限公司持股比例40%之公私合營事業)。

## 爭議
- 杜文卿曾咆哮海關職員，為的是其入關攜帶超量香菸而不滿被要求補稅，還因他口出髒話而被媒體披漏，甚至連同盧博基、郭榮宗、張花冠、李鎮楠、陳朝龍等六位民進黨立委藉由此事連番上場砲轟關稅總局因而引發爭議[2]，之後杜文卿遭判刑三個月[3]。
- 2006年，杜文卿妻子開賓士車和軍車擦撞，杜文卿介入向軍方索賠127萬[4]。
- 2007年底杜文卿參選立委選戰時，涉嫌向廟宇捐獻賄選，遭判刑1年6個月[5]。
- 2007年，遭時任立委邱毅爆料耍特權賤租國有地[6]。

## 苑裡鎮長任期表現
- 中彰投苗區域治理平台規劃台中市97號公車，從台中市大甲區銅安厝延伸到苗栗縣苑裡鎮國立苑裡高中，台中市長林佳龍、苗栗縣長徐耀昌和苑裡鎮長杜文卿等人、於2016年8月29日一起為「台中市公車苑裡總站」揭牌通車。
- 爭取建設方面:風雨球場、自行車道、臺中客運的銜接、錦山櫻花區、枕頭山親水河岸公園、流動廁所免費借用、第二納骨塔興建等。
- 爭取交通部補助生活圈道路交通系統，開闢苑裡鎮南區工業區5—4號道路。
- 內政部營建署補助總計畫、苑裡鎮都市計畫5—4號道路工程延伸工程。

## 外部連結
- 杜文卿的Facebook專頁
- 杜文卿的Instagram帳戶
- 立法院 （页面存档备份，存于）

| 政府职务      | 政府职务                                        | 政府职务      |
| ------------- | ----------------------------------------------- | ------------- |
| 前任： 林月珠 | 苑裡鎮鎮長 2010年3月1日－2018年12月25日         | 繼任： 劉秋東 |
| 政党职务      |                                                 |               |
| 民主進步黨    |                                                 |               |
| 前任： 李貴富 | 苗栗縣黨部主任委員 2016年5月22日－2020年5月25日 | 繼任： 李貴富 |